# Fita del Ram
La Fita del Ram és una muntanya que fa frontera entre Esporles i Puigpunyent, a Mallorca. Té una altura de 820 m. L'accés més habitual és des d'Esporles, passant per Son Ferrà i l'ermita de Maristel·la.